# Керальская школа астрономии и математики
Кера́льская школа астрономии и математики — научная школа, которая существовала в Индии в XIV—XVII веках и внесла заметный вклад в астрономию и математику.

## История
После завоевания мусульманами северной Индии в XI веке (Махмуд Газневи) центр научной деятельности индийцев переместился в южную провинцию Керала. Основателем школы стал Мадхава из Сангамаграмы. Среди других видных учёных керальской школы:
- Ватасери Парамешвара[англ.]
- Дамодара
- Нилаканта Сомаяджи
- Джьештадева[англ.]

Последними представителями школы были в XVII веке Ачьюта Пишарати и Нараяна Бхаттатири. Свои результаты керальцы публиковали в трактатах (сиддхантах) на санскрите, излагая их чаще всего без доказательств, нередко стихами.
Преимущественным направлением исследований в Керале была астрономия, но при решении астрономических задач были сделаны важные математические открытия. В частности, опередив европейских математиков на два века, учёные школы получили разложение тригонометрических функций в бесконечные степенные ряды. В Европе их достижения долго оставались неизвестными и были обнаружены историками только в XIX веке.

## Научные достижения

### Астрономия
Астрономы Керальской школы с высокой точностью измерили величину предварения равноденствий, а также продолжительность года, лунного месяца и других астрономических констант.
В 1500 году Нилаканта Сомаяджи в своей «Тантрасанграхе» предложил модификацию системы мира, ранее описанной Ариабхатой. В своей Ариабхатавахьязе, комментариях к Ариабхатье, он предложил модель, где планеты Меркурий, Венера, Марс, Юпитер и Сатурн обращаются вокруг Солнца, а оно, в свою очередь, вокруг Земли. Эта гео-гелиоцентрическая система напоминает предложенную Тихо Браге в конце XVI века. Большинство астрономов Керальской школы приняли его модель.

### Математика
Керальская школа, как и вся индийская математика, имела заметный вычислительный уклон. Например, учёные постоянно работали над вычислением числа {\displaystyle \pi } со всё возрастающей точностью. Для астрономических вычислений им удалось впервые найти разложение тригонометрических и иных функций в бесконечные ряды. Общей теории таких разложений и дальнейшего продвижения в направлении математического анализа у керальцев не было.
Бесконечные ряды приводятся в четырёх керальских сиддхантах:
1. «Научный справочник» (Тантрасанграха), опубликован Нилакантой.
2. «Техника действий» (Каранападдхати).
3. «Нить светящихся жемчужин» (Садратанамала).
4. «Объяснительный комментарий» (Юкти-бхаша), это комментарий к «Тантрасанграхе».

Кроме тригонометрических функций, в сиддхантах приводится разложение алгебраической дроби, впрочем, известное ещё Ибн аль-Хайсаму (XI век):
{\displaystyle {\frac {1}{1-x}}=1+x+x^{2}+x^{3}+\dots ,} если {\displaystyle |x|<1}
Разложения керальцами тригонометрических функций, вероятно, были получены ещё Мадхавой, но появились впервые в трактате Нилаканты «Тантрасанграха» и в современных обозначениях имели вид:
{\displaystyle r\operatorname {arctg} \left({\frac {y}{x}}\right)={\frac {1}{1}}\cdot {\frac {ry}{x}}-{\frac {1}{3}}\cdot {\frac {ry^{3}}{x^{3}}}+{\frac {1}{5}}\cdot {\frac {ry^{5}}{x^{5}}}-\cdots ,} где {\displaystyle y\leqslant x.}
{\displaystyle r\sin {\frac {x}{r}}=x-x\cdot {\frac {x^{2}}{(2^{2}+2)r^{2}}}+x\cdot {\frac {x^{2}}{(2^{2}+2)r^{2}}}\cdot {\frac {x^{2}}{(4^{2}+4)r^{2}}}-\cdot }
{\displaystyle r\left(1-\cos {\frac {x}{r}}\right)=r\cdot {\frac {x^{2}}{(2^{2}-2)r^{2}}}-r\cdot {\frac {x^{2}}{(2^{2}-2)r^{2}}}\cdot {\frac {x^{2}}{(4^{2}-4)r^{2}}}+\cdots ,}
При {\displaystyle r=1} ряды упрощаются и принимают более распространённый вид:
{\displaystyle \sin x=x-{\frac {x^{3}}{3!}}+{\frac {x^{5}}{5!}}-{\frac {x^{7}}{7!}}+\cdots }
{\displaystyle \cos x=1-{\frac {x^{2}}{2!}}+{\frac {x^{4}}{4!}}-{\frac {x^{6}}{6!}}+\cdots }
Для получения этих формул было проведено спрямление дуги окружности. В Европе ряд для арктангенса впервые опубликовал Джеймс Грегори в 1671 году, а ряды для синуса и косинуса — Исаак Ньютон в 1666 году..
Из ряда для арктангенса легко получить ряд для вычисления числа {\displaystyle \pi }:
{\displaystyle {\frac {\pi }{4}}=1-{\frac {1}{3}}+{\frac {1}{5}}-{\frac {1}{7}}+\ldots }
Ряд этот сходится медленно, поэтому для практических расчётов его преобразуют к виду:
{\displaystyle {\frac {\pi }{4}}={\frac {3}{4}}+{\frac {1}{3^{3}-3}}-{\frac {1}{5^{3}-5}}+{\frac {1}{7^{3}-7}}-\cdots }
Как подсчитал Нилаканта, {\displaystyle \pi \approx 3{,}141592653.} Керальцы получили также из этих рядов довольно точные приближения числа {\displaystyle \pi } в виде дробей.
Из других математических достижений керальской школы можно упомянуть, что Нилаканта уверенно заявил о несоизмеримости длины окружности с её диаметром, то есть, выражаясь современным языком, что число {\displaystyle \pi } иррационально.